# Урепарапара (вулкан)
Урепарапара (англ. , фр. и бисл. Ureparapara) — вулкан на одноимённом острове в группе островов Банкс (Вануату). Высота — 743 м. Координаты — 13°28′ ю. ш. 167°19′ в. д. Тип — плейстоценовый стратовулкан, сложенный пироксеновыми базальтами. Диаметр — 12 км. Представляет собой кратер, открытый на северо-восток, в который проникла морская вода. Таким образом образовалась бухта.